# Митропа куп 1990.
Митропа куп 1990 је било четрдесетосма сезона овог међународног фудбалског такмичења.
Такмичење је одржано од 17 до 21. маја 1990. у италијанском граду Барију. Учествовале су две екипе из Италије и СФР Југославије и по једна екипа из Мађарске и Чехословачке.
Екипе су биле подељене у две групе где је играо свако са сваким, а победници група су играли у финалу.

## Група 1
| Клуб            | Држава                                           | Резултат | Држава                                           | Клуб            |
| --------------- | ------------------------------------------------ | -------- | ------------------------------------------------ | --------------- |
| ФК Бари         | Италија                                          | 3:0      | Социјалистичка Федеративна Република Југославија | ФК Раднички Ниш |
| ФК Бари         | Италија                                          | 3:0      | Мађарска                                         | Pécsi Munkás SC |
| ФК Раднички Ниш | Социјалистичка Федеративна Република Југославија | 1:0      | Мађарска                                         | Pécsi Munkás SC |

## Табела групе 1.
| Екипа              | ИГ | Д. | Н. | ИЗ | ГД | ГП | Бод. |
| ------------------ | -- | -- | -- | -- | -- | -- | ---- |
| 1. ФК Бари         | 2  | 2  | 0  | 0  | 6  | 0  | 4    |
| 2. ФК Раднички Ниш | 2  | 1  | 0  | 1  | 1  | 3  | 2    |
| 3. Pécsi Munkás SC | 2  | 0  | 0  | 2  | 0  | 4  | 0    |

## Група 2.
| Клуб            | Држава  | Резултат | Држава                                           | Клуб            |
| --------------- | ------- | -------- | ------------------------------------------------ | --------------- |
| ФК Ђенова       | Италија | 0:0      | Чешка                                            | ФК Славија Праг |
| ФК Ђенова       | Италија | 6:0      | Социјалистичка Федеративна Република Југославија | НК Осијек       |
| ФК Славија Праг | Чешка   | 2:0      | Социјалистичка Федеративна Република Југославија | НК Осијек       |

## Табела групе 2.
| Екипа              | ИГ | Д. | Н. | ИЗ | ГД | ГП | Бод. |
| ------------------ | -- | -- | -- | -- | -- | -- | ---- |
| 1. ФК Ђенова       | 2  | 1  | 1  | 0  | 6  | 0  | 3    |
| 2. ФК Славија Праг | 2  | 1  | 1  | 0  | 2  | 0  | 3    |
| 3. НК Осијек       | 2  | 0  | 0  | 2  | 0  | 8  | 0    |

## Финале
| Датум, Место | Победник | Држава  | резултат | Држава  | Финалист  |
| ------------ | -------- | ------- | -------- | ------- | --------- |
| 21 мај, Бари | ФК Бари  | Италија | 1-0      | Италија | ФК Ђенова |